# Colmar von der Goltz
Wilhelm Leopold Colmar, baron von der Goltz (ur. 31 lipca?/12 sierpnia 1843 w okolicy Labiawy, zm. 19 kwietnia 1916 w Bagdadzie), w Turcji znany jako Goltz Pasza – pruski wojskowy i Generalfeldmarschall Cesarstwa Niemieckiego, teoretyk wojskowości.

## Życiorys
Służył w armii od 1861, w latach 1878–83 wykładał historię wojskowości w Berlinie. Był autorem książki Das Volk in Waffen (1883). Od 1883 do 1896 przebywał w Imperium Osmańskim, gdzie pomagał w modernizacji armii tureckiej. Tuż po wybuchu I wojny światowej, w sierpniu 1914, został mianowany gubernatorem okupowanej przez Niemców Belgii. W listopadzie tego roku został ponownie wysłany do Turcji jako doradca wojskowy. Dowodził wojskami osmańskimi na froncie irackim, m.in. podczas bitwy pod Ktezyfonem i oblężenia Kut. Zmarł 19 kwietnia 1916 w Bagdadzie na tyfus (pojawiały się też pogłoski, jakoby został otruty).

## Odznaczenia
Odznaczenia feldmarszałka von der Goltza to między innymi:
- Order Orła Czarnego na łańcuchu
- Krzyż Wielki Orderu Orła Czerwonego z mieczami na pierścieniu
- Order Królewski Korony I kl.
- Order „Pour le Mérite” za Naukę i Sztukę
- Order Orła Czerwonego II kl. z mieczami i koroną
- Order Orła Czerwonego III kl. z mieczami na pierścieniu
- Gwiazda Wielkiego Komandora Orderu Hohenzollernów
- Krzyż Żelazny II kl.
- Krzyż za Długoletnią Służbę
- Krzyż Wielki Orderu Zasługi Wojskowej (Królestwo Bawarii)
- Krzyż Honorowy Reusski I kl. (Księstwo Reuss)
- Krzyż Wielki Orderu Alberta (Królestwo Saksonii)
- Krzyż Wielki Orderu Ernestyńskiego (Królestwo Saksonii)
- Order Fryderyka I kl. (Królestwo Wirtembergii)
- Kawaler Legii Honorowej (Francja)
- Order Świętego Aleksandra Newskiego (Imperium Rosyjskie)
- Złoty Medal Imtiyaz (Imperium Osmańskie)
- Srebrny Medal Imtiyaz (Imperium Osmańskie)
- Order Sławy z brylantami (Imperium Osmańskie)
- Order Osmana I kl. z brylantami (Imperium Osmańskie)
- Order Medżydów I kl. z brylantami (Imperium Osmańskie)
- Złoty Medal Liakat (Imperium Osmańskie)